# Léopold Szondi
Ne doit pas être confondu avec Test de Szondi.
Dans le nom hongrois Szondi Lipót, le nom de famille précède le prénom, mais cet article utilise l’ordre habituel en français Lipót Szondi, où le prénom précède le nom.
Léopold Szondi, né Lipót Sonnenschein le 11 mars 1893 à Nyitra et mort le 24 janvier 1986 à Küsnacht, est un  médecin, psychopathologiste hongrois, fondateur de la « psychologie du destin ».

## Biographie et axes de recherches
Ses recherches – influencées par Freud et Ludwig Binswanger – ont porté sur l’hérédité et les théories géniques. Il cherchait à élucider la transmission génétique de facteurs conditionnant notre vie mentale. Pour ce faire, il a étudié de nombreuses généalogies et a mis à jour le concept « d'inconscient familial ».
L'approche génétique a cédé la place à l'approche pulsionnelle. Jacques Schotte, de l'université catholique de Louvain, a continué son œuvre. Il est le père de Péter Szondi (1929-1971).
Rescapé de la Shoah par le train Kastner, il vécut dès 1944 en Suisse. Il est enterré au cimetière de Fluntern à Zurich.  Son épouse Ilona « Lili » Livia, née Radványi (1902-1986), leur fils Peter et leur fille Vera (1928-1978), qui était médecin, sont également enterrés dans la tombe.